# Ázsiai aranymacska

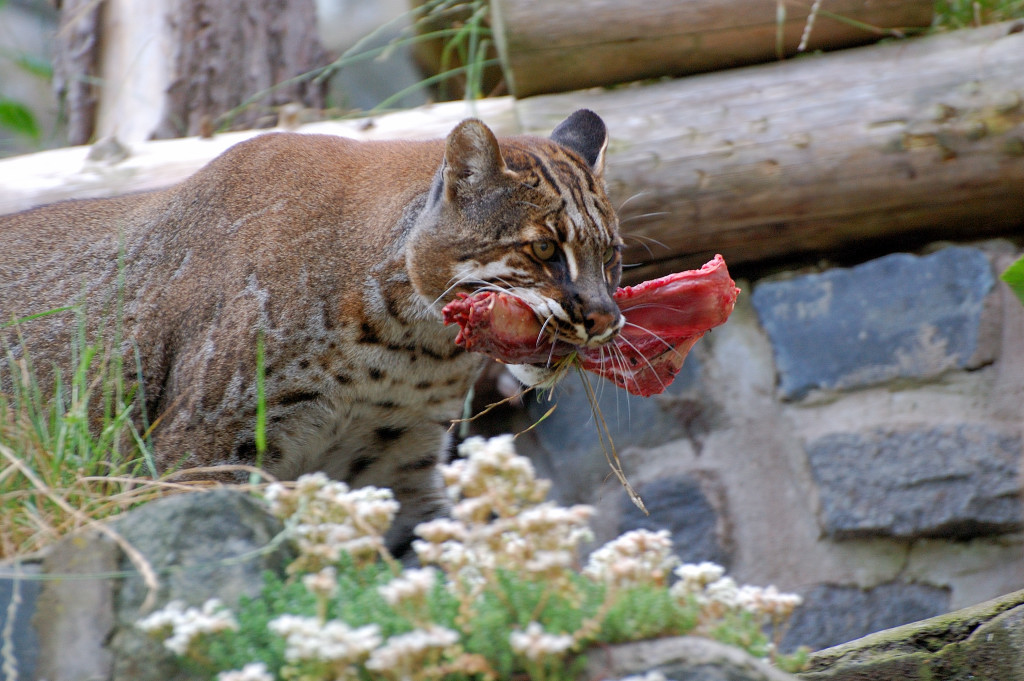
Ázsiai aranymacska táplálkozás közben

Az ázsiai aranymacska, más néven Temminck-macska (Pardofelis temminckii) a ragadozók (Carnivora) rendjébe és a macskafélék (Felidae) családjába tartozó faj.
Tudományos nevét Coenraad Jacob Temminck holland zoológusról kapta.
A fajt korábban az afrikai aranymacskával (Profelis aurata) közeli rokon fajnak vélték és a Profelis nembe sorolták. Mára kiderült, hogy csak külső megjelenésükben hasonlít a két faj, evolúciós szempontból elég távol állnak egymástól. Később legközelebbi rokonával, a borneói vörösmacskával együtt a Catopuma nembe sorolták, azonban mára ez a rendszerezés is elavulttá vált. Jelenleg a Pardofelis nembe sorolják, ahová még a márványfoltos macska (Pardofelis marmorata) is tartozik.

## Előfordulása
A Himalája vidékétől egész Délkelet-Ázsiában elterjedt faj, egészen Kína déli részéig és délre Szumátráig előfordul. Borneó szigetén közeli rokon faja, a borneói vörösmacska váltja fel.
Többnyire trópusi esőerdőkben vagy szavannás jellegű vidékeken előforduló faj.

## Alfajok
- Pardofelis temminckii temminckii – a Himalája vidéke, a délkelet-ázsiai szárazföld és  Szumátra szigete
- Pardofelis temminckii dominicanorum – Kína délkeleti része
- Pardofelis temminckii tristis – Kína délkeleti része

## Megjelenése
Az ázsiai aranymacska nagyjából kétszer akkora, mint a házi macska. Testhossza 90 centiméter, farokhossza 50 centiméter. Dús szőrzete többnyire aranybarna színű (erről kapta a faj a nevét), de lehet szürkés, barna vagy akár majdnem fekete is. Elterjedési területének bizonyos részein az aranymacskák bundáján jól kivehető foltok láthatóak, máshol ezek teljesen hiányoznak. Pofáján fekete-fehér csíkozottság látható.

## Életmódja
Éjszakai életmódú, magányosan élő faj. Jól mászik fákra, ideje java részét azonban a talajszinten tölti. Többnyire rágcsálókkal és madarakkal táplálkozik, de akár a kisebb testű szarvasfélékkel is el tud bánni.

## Természetvédelmi helyzete
Az élőhelyét jelentő erdők nagyarányú irtása és a vadászat miatt mára ritka fajjá vált. Kínában húsát előszeretettel fogyasztják, csontjaiból pedig a kínai hagyományos gyógyászat művelői készítenek különböző szereket.

## Érdekességek
Thaiföldön legendás élőlény az aranymacska. Régi mondák szerint nagyon vad és bátor élőlény, még a tigrist is legyőzi. Ha elégetik egy aranymacska szőrét, a tigris a közelbe jön, hogy lássa ellenfele bukását. A helybeliek hite szerint elég egyetlen aranymacska szőrét magukon hordaniuk, hogy elkerüljék a tigrisek támadását, mert azok mindennél jobban félnek az aranymacskától.